# Camí de la Cadena
El Camí de la Cadena va ser un petit tram de l'antiga via que comunicava Sarrià, les Corts i Sants amb la Marina de Sants, desaparegut amb la renovació urbana del veí recinte de Can Batlló. S'anomenava així per una cadena que el tallava a l'altura de la via dels Ferrocarrils Catalans, actual línia Llobregat-Anoia dels Ferrocarrils de la Generalitat de Catalunya, soterrada a la Gran Via de les Corts Catalanes.
Arran de l'Exposició Universal de 1929 s'hi van edificar diverses barraques, tal com es va fer en altres indrets propers (Magòria, el Polvorí i a la falda nord de Montjuïc). Des d'almenys els anys 1970 hi vivien una trentena de persones, reallotjades per l'Ajuntament l'any 2018. Al barri hi ha una de les mesquites més antigues de Barcelona.